# Bergsgorilla
Bergsgorilla (Gorilla beringei beringei) är en underart till den östliga gorillan som tillhör familjen hominider bland primaterna. Den lever, i större utsträckning än övriga gorillor, på marken och livnär sig i motsats till sina släktingar främst av blad. Bergsgorillan förekommer i två från varandra skilda områden i östra Afrika, i Virungabergen samt i Bwindis ogenomträngliga nationalpark. Den sistnämnda populationen betraktas av vissa auktoriteter som självständig underart. Bergsgorillans bestånd uppskattas till cirka 700 individer. 

## Kännetecken
Bergsgorillor har liksom alla gorillor en kraftig kroppsbyggnad. När de står upprätt når hannar en höjd omkring 1,75 meter medan honor ungefär är 1,50 meter höga. Hannar är med en genomsnittlig vikt av 160 kilogram ungefär dubbelt så tunga som honor som väger ungefär 90 kilogram. Enskilda individer kan vara flera kilo tyngre. Armarnas spännvidd för hannar ligger vid 2,30 meter. Pälsens färg är svartaktig och den gråa pälsen som förekommer hos gamla hanar av hela släktet är begränsad till individens rygg. Kännetecknande är dessutom det långsträckta ansiktet och den jämförelsevis breda bröstkorgen. Bergsgorillan skiljer sig från sin närmaste släkting, östlig låglandsgorilla, genom kortare armar och långa silkeslena hår. Dessutom är den lite mindre än den andra underarten. Stortån är inte lika motsättlig som hos andra gorillor och foten påminner mer om människans fot.

## Utbredning och habitat
Bergsgorillor förekommer bara i två små regioner i östra Afrika. Den lever i Virungabergen i gränsregionen mellan Kongo-Kinshasa, Rwanda och Uganda samt i Bwindis ogenomträngliga nationalpark i sydvästra Uganda. Habitatet är skogar som ligger 1 200 till 4 100 meter över havet.

## Ekologi
Bergsgorillor lever som andra gorillor i grupper men flockarna är större. Enligt Geissmann (2003) har gruppen i genomsnitt 9 till 10 individer, medan Nowak (1999) anger genomsnittligt 16 individer per flock. Den största gruppen som blev dokumenterad hade 49 individer. Vanligen bildas gruppen av en vuxen hane, flera vuxna honor och deras ungdjur. Ibland förekommer grupper med flera vuxna hanar och där finns en dominant hane som leder gruppen.
Reviren är med 400 till 800 hektar mindre än hos andra gorillor. Territorierna är inte avgränsade mot varandra och olika grupper kan leta efter mat på samma ställe, men inte samtidigt. Vanligen undviker flockarna kontakt med varandra.
Bergsgorillor är underarten som vistas mest på marken och de klättrar sällan på träd. När de rör sig sätter de liksom alla afrikanska människoapor sina knogar på marken. Liksom andra gorillor är de aktiva på dagen och sover på natten i självbyggda bon av blad och kvistar.
Enligt nyare undersökningar har bergsgorillor i Bwindis ogenomträngliga nationalpark något större revir än den andra populationen och de klättrar lite oftare på träd..

### Föda

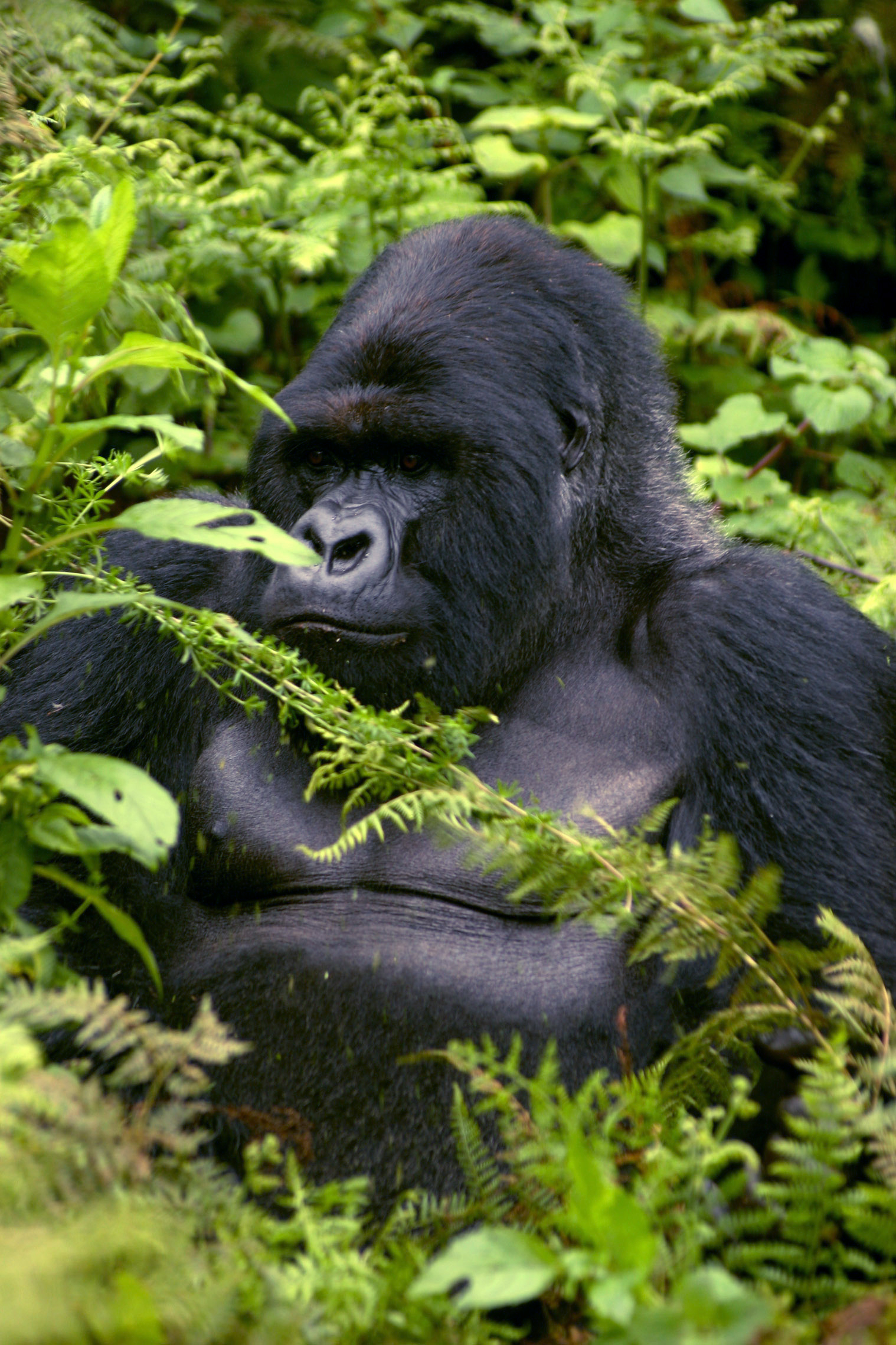
Äldre hane av bergsgorilla

Jämfört med andra gorillor äter bergsgorillor inte lika ofta frukter. Födan utgörs främst av blad och märg. Bergsgorillor vandrar per dag ungefär 400 meter för att hitta föda, vilket är kort jämfört med andra gorillor. Orsaken ligger huvudsakligen i det stora utbudet av blad samt i födans ringa närvärde. Därför vilar bergsgorillor stora delar av dagen.
Populationen i Bwindis ogenomträngliga nationalpark äter enligt en studie från 2004 mer frukter än populationen i Virungabergen.

### Fortplantning
För arten finns inga särskilda parningstider och individerna kan para sig hela året. Efter dräktigheten som varar ungefär 260 dagar föder honan vanligen ett ungdjur, sällan tvillingar. Honan diar sina ungar 3 till 4 år och efter 6 till 8 år (honor) respektive 10 år (hanar) är ungarna könsmogna. På grund av gruppens sociala struktur ligger några år mellan könsmognaden och den första lyckade parningen. Vanligen lämnar unga hanar och honor efter könsmognaden sin ursprungliga flock.

## Bergsgorillor och människor
Den första personen från västvärlden som observerade bergsgorillor var den tyska officeren Friedrich Robert von Beringe som i oktober 1902 dödade två individer. 1903 beskrevs populationen av den tyska zoologen Paul Matschie som en ny art, Gorilla beringei, där artepitetet syftar på djurets upptäckare.
Bergsgorillor var de första gorillor som studerades över flera år direkt i naturen. Det första forskningsprojektet under ledning av amerikanen George Schaller påbörjades 1959. Mera känd är studien av Dian Fossey som pågick från 1967 och under nästa två årtionden. Hennes liv skildrades i filmen De dimhöljda bergens gorillor. Även idag fortsätter Dian-Fossey-Gorilla-Fund hennes forskning. På grund av kriget som pågår sedan 1989 i Virungabergen utfördes tidvis inga iakttagelser i regionen.
Bergsgorillor förekommer inte i djurparker inom Europeiska djurparksföreningen (EAZA).

### Hot och status
Redan under 1950-talet uppskattades beståndet till några hundra individer. Vid slutet av 1980-talet räknades cirka 620 bergsgorillor. Den senaste undersökningen, som genomfördes år 2016, visade att beståndet ökat till strax över 1000 individer. Fortfarande hotas underarten av levnadsområdets förstöring, av illegal jakt och djurhandel samt av olika sjukdomar. Därför listas bergsgorillan av IUCN som starkt hotad (endangered). 
Turisterna som besöker Bwindis ogenomträngliga nationalpark i Uganda, som även har status som världsarv, ger populationen en viss skydd mot skogsavverkningar och olaglig jakt.[källa behövs]

## Systematik
Gorillorna (Gorilla) beskrivs som ett primatsläkte inom familjen människoapor (Hominidae). En tid efter att bergsgorillan beskrivits för vetenskapen slogs alla taxa av gorillor samman till en enda art. Senare delades gorillorna åter upp i två arter, västlig gorilla (Gorilla gorilla) och östlig gorilla (Gorilla beringei). Bergsgorillan klassificeras som underart till östlig gorilla och är dess nominatform G. b. beringei.
Den taxonomiska positionen för populationen i Bwindis nationalpark är inte helt klarlagd. Enligt Sarmiento et al. visar morfologiska skillnader att den utgör ytterligare en underart av östliga gorilla.. Andra forskare hävdar att skillnaderna är obetydliga och för bägge populationer till underarten G. b. beringei..